# Halosarpheia
Halosarpheia — рід грибів родини Halosphaeriaceae. Назва вперше опублікована 1977 року.

## Поширення та середовище існування
У Чорному морі нами вперше зустрічається облігатно морський гриб Halosarpheia phragmicola Poon & Hyde.